# Kent Cochrane
Pour les articles homonymes, voir Cochrane.
Kent Cochrane (5 août 1951 – 27 mars 2014), également connu sous le nom de Patient K.C., était un patient canadien dont les troubles de la mémoire ont été largement étudiés, et qui a été utilisé comme sujet d'étude pour plus de 20 articles de neuropsychologie au cours des années 1980 à 2010. En 1981, K. Cochrane a été victime d'un accident de mobylette qui lui a laissé une amnésie antérograde sévère, ainsi qu'une amnésie rétrograde graduelle. Contrairement à d'autres patients amnésiques (le patient HM, par exemple), la mémoire sémantique de K. Cochrane était intacte, mais sa mémoire épisodique avait totalement disparu, pour l'ensemble de sa vie passée. En tant que sujet d'étude, K. Cochrane est lié à la réfutation de l'hypothèse de locus unique et de mémoire unique au sujet de l'amnésie, selon laquelle une mémoire individuelle est localisée à un endroit unique dans le cerveau.

## Biographie
Kent Cochrane est né le 5 août 1951, aîné d'une famille de cinq enfants. Il a grandi dans la banlieue de Toronto (Canada). Après avoir fréquenté un collège communautaire pour étudier l'administration des affaires, il a obtenu un emploi dans une usine de production, qu'il a occupé jusqu'à son accident de motocyclette.
Cochrane est décédé le 27 mars 2014 à l'âge de 62 ans. La cause exacte de la mort est inconnue, mais sa sœur, Karen Casswell, affirme que la cause la plus plausible est celle d'une crise cardiaque ou d'un accident vasculaire cérébral. Il est décédé dans sa chambre de la maison de santé dans laquelle il vivait. La famille a choisi de refuser que soit pratiquée une autopsie.

## Accident et dommages neurologiques
En octobre 1981, Cochrane a été victime d'un accident sans tiers alors qu'il quittait l'usine de fabrication pour laquelle il travaillait, lorsque la motocyclette qu'il conduisait a quitté une rampe de sortie. Cet accident a provoqué une lésion cérébrale traumatique. À son arrivée à l'hôpital, K. Cochrane était inconscient, et sujet à des crises d'épilepsie cloniques. Une opération chirurgicale permit de lui enlever un hématome sous-dural sur le côté gauche. Après quelques jours à l'hôpital, K. Cochrane était en mesure de répondre à des ordres simples. Après une semaine, il put à nouveau reconnaître sa mère. Une tomodensitométrie de suivi révéla un hématome sous-dural frontal bilatéral chronique, des ventricules et des sulci élargis, et un infarctus du lobe occipital gauche.
À son arrivée en centre de rééducation, K. Cochrane était capable de reconnaître ses amis et les membres de sa famille, mais il présentait encore une capacité de réflexion plus lente, ainsi qu'une paralysie partielle de la moitié droite du corps et des problèmes de vision à l'œil droit. À sa sortie du centre de rééducation en juillet 1982, l'étendue complète des lésions neurologiques de K. Cochrane avait été établie. Il avait une blessure grave au niveau de ses lobes temporaux médians, ainsi qu'une perte bilatérale presque complète de son hippocampe. Son profil neurologique finit par se stabiliser, comme on le voit dans les tomodensitogrammes qu'il a reçus tous les dix ans après son accident.

## Héritage
Les études conduites sur K. Cochrane ont fourni aux chercheurs de nombreuses informations sur divers sujets des neurosciences, en particulier sur les questions de troubles de la mémoire, de stockage et de traitement de la mémoire, de capacités d'amorçage, d'apprentissage sémantique ou encore de réhabilitation.

### Troubles de la mémoire

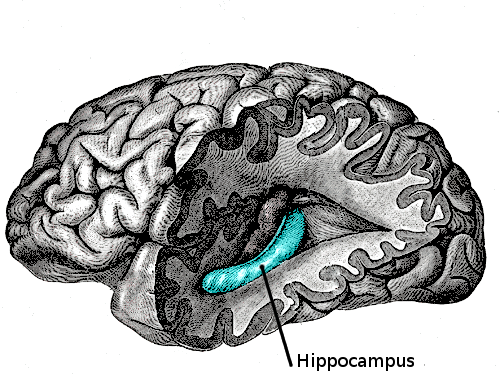
L'hippocampe est la région du cerveau située dans le lobe temporal médian, responsable de la formation de nouveaux souvenirs dans les mémoires épisodiques et sémantiques.

À la suite des dommages neurologiques qu'il a subis, K. Cochrane souffrait de graves déficits cognitifs qui ont entravé sa capacité à former de nouveaux souvenirs épisodiques. Cependant, sa mémoire sémantique et sa conscience noétique sont restées intactes. Pour mettre en évidence ce phénomène, les recherches menées sur K. Cochrane ont montré qu'il était capable de se rappeler des informations factuelles qu'il avait apprises avant son accident, comme sa capacité à savoir la différence entre une stalactite et une stalagmite,. Cependant, K. Cochrane était incapable de se rappeler des détails émotifs d'événements de son passé comme la mort de son frère, ou une chute dangereuse qu'il avait faite chez lui.
K. Cochrane souffrait également d'une grave altération de sa conscience autonoétique. Cela signifie qu'il était incapable de se projeter dans le futur. Lorsqu'on a demandé ce qu'il ferait plus tard durant un jour, un mois ou même une année précise, il était incapable de fournir une réponse. Tout comme il était incapable de se souvenir d'avoir été physiquement impliqué dans des événements de son passé, il était incapable d'imaginer des événements futurs. Il finissait par perdre tout souvenir de ses actions du jour une fois que ses pensées avaient été dirigées ailleurs,. Cependant, son absence de perception du temps subjectif et son incapacité à se projeter dans le temps n'empêchait pas K. Cochrane de se représenter le temps physique : en particulier, il savait que le temps est divisé en unités, qu’il se mesure notamment en utilisant une horloge ou un calendrier.
Du point de vue neuropathologique, K. Cochrane souffrait à la fois d'une amnésie antérograde et d'une amnésie rétrograde temporalisée. Les deux formes d'amnésie sont caractérisées par une atteinte des lobes temporaux médians, en particulier dans la région de l'hippocampe. Le traumatisme causé par l'accident de K. Cochrane lui a laissé une grave amnésie antérograde qui l'a empêché de mémoriser à la fois de nouvelles expériences personnelles et d'informations sémantiques. Du point de vue de son amnésie rétrograde graduelle, K. Cochrane était considéré comme une anomalie. En d'autres termes, sa capacité à se rappeler des événements antérieurs à l'accident dépendait du moment où ces événements s'étaient produits. Bien qu'il ne puisse pas se rappeler des événements qu'il avait personnellement vécus, ses connaissances sémantiques avant son accident étaient restées intactes. Ses souvenirs des informations factuelles dans des domaines comme les mathématiques, l'histoire et les sciences, par exemple, n'ont pas été affectés,.

### Stockage et traitement de la mémoire
Les effets de la neuropathologie de K. Cochrane ont montré que des dommages dans des régions spécifiques du cerveau sont associés à différentes formes de perte de mémoire. À la suite de la lésion du lobe temporal médian de K. Cochrane, en particulier de son hippocampe, les recherches ont conclu que cette zone intervenait dans le traitement de la mémoire épisodique. Néanmoins, des dommages subis par cette zone ont laissé sa mémoire sémantique entièrement intacte. Cela implique que les composantes épisodiques et sémantiques de la mémoire pourraient être formées et stockées séparément, et ainsi traitées par des régions différentes du cerveau.

### Amorçage
Des études d'amorçage sur K. Cochrane ont révélé que les personnes atteintes d'amnésie grave pouvaient faire preuve de capacités d'amorçage intactes, indépendamment des dommages sur la mémoire épisodique. L'amorçage implique d'abord d'exposer un sujet à un mot ou à une image de sorte qu'une mémoire de ce mot ou de cette image puisse être formée. Ce type d'expérience est destiné à faire en sorte que le sujet se rappelle mieux de ce mot ou de cette image  lorsque lui-ci ou celle-ci lui est affiché ultérieurement. K. Cochrane a également montré que les effets d'amorçage pouvaient durer longtemps: dans une des études, les chercheurs ont présenté à K. Cochrane une liste de mots et, après 12 mois, lui ont montré à nouveau ces mots avec des lettres manquantes. K. Cochrane a été capable de compléter ces mots fragmentés avec autant de succès qu'une personne ayant des fonctions cérébrales normales à qui l'on aurait montré la même liste au départ. Cela a remis en question l'idée précédemment admise selon laquelle des patients atteints d'amnésie antérograde sont incapables d'ajouter des informations à leur mémoire déclarative.

### Apprentissage sémantique
Des études sur K. Cochrane ont également mis en lumière le lien entre apprentissage sémantique et mémoire épisodique, montrant que les patients atteints d'amnésie sévère sont capables de conserver de nouvelles connaissances sémantiques en l'absence de mémoire épisodique. Les chercheurs ont constaté que K. Cochrane était capable d'apprendre de nouvelles connaissances sémantiques et de les conserver sur une longue période de temps. Dans une des études, les chercheurs ont appris à K. Cochrane 64 phrases de trois mots en plusieurs essais et, après 12 mois, lui ont présenté les mêmes phrases où le dernier des trois mots était manquant. K. Cochrane a fait preuve d'une rétention significative de cette connaissance sémantique, en étant capable de compléter 25 des 64 phrases. Cette expérience a montré que les patients amnésiques pouvaient acquérir de nouvelles informations sémantiques, bien que de manière plus lente que les sujets de test normaux.
Même si K. Cochrane ne pouvait pas se souvenir des séances d'enseignement elles-mêmes, il était capable de conserver les informations brutes qui lui étaient présentées au cours de ces séances – les phrases de trois mots. Ces résultats a montré que la mémoire épisodique et la mémoire sémantique étaient indépendantes l'une de l'autre, car la mémoire épisodique de K. Cochrane n'était pas intacte, alors que sa mémoire sémantique fonctionnait toujours correctement. Ils ont aussi montré que l'acquisition de connaissances sémantiques était possible même en l'absence de mémoire épisodique.
Les recherches sur le patient K.C. ont également permis de mieux comprendre le mécanisme d'amorçage chez les amnésiques. L'amorçage implique d'exposer une personne à une information sous un faux motif. Cette information est finalement rappelée ultérieurement en espérant que l'amorçage précédent aura amélioré la capacité de rappel de cette information par le sujet. Concernant le patient K.C., les chercheurs ont constaté que l'amorçage réussi était indépendant des mémoires sémantiques et épisodiques. Les mémoires épisodiques et sémantiques sont donc décrites comme faisant preuve d'une indépendance stochastique, en écartant l'idée que K. Cochrane était capable de retenir l'information parce que certains mots lui étaient plus importants que d'autres.
Des études sur l'apprentissage sémantique de K. Cochrane ont également fourni un aperçu des conditions nécessaires à la réussite de l'apprentissage sémantique chez les patients amnésiques. Les chercheurs ont constaté que pour maximiser la capacité des amnésiques à acquérir de nouvelles informations, il fallait faire des efforts pour minimiser les interférences, ce qui se produit lorsque les informations précédemment apprises empêchent les patients de se souvenir correctement des informations ultérieures. La découverte que l'interférence empêche de manière significative un bon apprentissage sémantique chez les amnésiques a permis d'expliquer pourquoi les expériences antérieures avaient échoué : aucun effort n'avait été fait pour minimiser l'interférence.

### Réhabilitation
D'autres études sur K. Cochrane ont testé la possibilité pour les patients amnésiques d'apprendre des informations plus complexes que les informations acquises par amorçage. Les chercheurs ont également étudié si les patients amnésiques pouvaient apprendre des informations permettant d'accomplir des tâches quotidiennes. L'une des études a montré que K. Cochrane pouvait apprendre le vocabulaire associé à l'utilisation d'un ordinateur de bureau ; d'autres études ont révélé que K. Cochrane pouvait réellement apprendre des commandes informatiques, dans la mesure où il s'est avéré capable d'effectuer des tâches de programmation élémentaire sur un micro-ordinateur.
Cependant, l'apprentissage de K. Cochrane de cette information plus complexe a été jugée hyperspécifique. Lorsqu'on lui a posé des questions générales sur les tâches qu'il avait à réaliser, K. Cochrane ne pouvait pas expliquer la signification de la nouvelle information qu'il avait acquise au sujet des ordinateurs. De même, si les instructions de commande qu'il avait apprises étaient légèrement modifiées, K. Cochrane était incapable d'effectuer les tâches de programmation. Cela reflète le fait que K. Cochrane n'a pas compris la signification de l'information qu'il avait apprise, et qu'il n'avait formé que de simples connexions de stimulus. L'amnésie de K. Cochrane impliquait donc à la fois une perte d'information et une altération des processus qui permettent l'intégration de l'information pour créer une mémoire interconnectée. Néanmoins, K. Cochrane a montré qu'une amnésie antérograde sévère n'empêchait pas les individus de retenir des connaissances plus complexes que celles apprises lors d'un amorçage.